# Суво Грло (Штип)
Суво Грло (мкд. Суво Грло) је насеље у Северној Македонији, у средишњем делу државе. Суво Грло је село у саставу општине Штип.

## Географија
Суво Грло је смештено у средишњем делу Северне Македоније. Од најближег града, Штипа, насеље је удаљено 18 km јужно.
Насеље Суво Грло се налази у историјској области Лакавица. Насеље је положено у долини реке Криве Лакавице, леве притоке Брегалнице. Југозападно од насеља издиже се Конечка планина. Надморска висина насеља је приближно 460 метара.
Месна клима је умерено континентална.

## Становништво
Суво Грло је према последњем попису из 2002. године имало 13 становника.
Већинско становништво су етнички Македонци (77%), а остало су Власи (23%). До почетка 20. века искључиво становништво у селу били су Турци.
Претежна вероисповест месног становништва је православље.